# Pseudostifftia
Pseudostifftia é um género botânico pertencente à família Asteraceae.